# علي مصباح (ممثل)
علي مصباح (ولد بمساكن في 1 يونيو 1958 - 17 أكتوبر 2005), هو علي بن حسن مصباح. فنان مسرحي وسنمائي تونسي.

## مسيرته
ولد علي مصباح بمساكن وتعلم بها في المستويين الابتدائي والثانوي. ثم انتقل لمواصلة التعلم العالي بالمعهد العالي للفن المسرحي بتونس وتخرج برتبة أستاذ سنة 1985. بدأ شغله في تدريس المسرح بالمعاهد الثانوية. وبالتوازي مع ذلك شارك في عدة أعمال مسرحية وسنمائية وتلفزية وإذاعية. وقد تعامل مع كبار المخرجين والممثلين التونسيين في المسرح والسنما والتلفزة أمثال فاضل الجزيري وفاضل الجعايبي وهشام رستم ومحمد إدريس وتوفيق الجبالي وسلمى بكار وكلثوم برناز وحمادي عرافة وصلاح الصيد وغيرهم. وانتقل بنشاطه بين تونس العاصمة وسوسة والكاف والمنستير ومساكن مسقط رأسه. وأدى علي مصباح أدواره التمثيلية بالدارجة التونسية والعربية والفرنسية. ولم يقتصر نشاطه على التمثيل بل كان يساعد على الإخراج وكتابة السنياريو. كما كان يترجم القصص الشهيرة من الفرنسية إلى العربية. وأقدم على كتابة الشعر بالفرنسية وله ديوان تحت الطبع بعنوان: Le manifeste du Chaos. ثم إنه كان يمارس الرسم والتصوير الفوتوغرافي وشارك به في المعارض.

## أعماله الفنية

### المسرح
- مشارك في «كوميديا» و«فاميليا» للفاضل الجعايدي و«العوادة» بالاشتراك مع فاضل الجزيري.
- ومساعد مخرج في «حي المعلم». وممثل في «يعيشو شكسبير» لمحمد إدريس.
- وممثل في «فهمتلا» و«كلام الليل» لتوفيق الجبالي. - ومعرّب مسرحية «كاليغولا» للكاتب الفرنسي ألبار كامو ومثل فيها في إخراج لهشام رستم، كما مثل في «الغريب» باللغة الفرنسية لنفس المخرج.
- ومساهم في تأسيس المسرح الوطني الشاب بالمسرح الوطني (1987-1988) وعمل ضمنه في تصميم المناظر والتوضيب العام لمسرحية«حدث أبو هريرة قال...» لنبيل ميهوب (لم تعرض).
- ومشارك في الإدارة الجماعية لمركز الفنون الدرامية والركحية بالكاف (رفقة نبيل ميهوب ومنير العرقي) من 1993 إلى 1995. وتولى خطة مدير فني مكلف بالتكوين والتربصات في إطار المركز شارك كتابة واقتباس «صيف كارمن» والتمثيل فيها. كما شارك في «استراحة المهرجين» و«العصافير» و«موزيكا»
- وقام بالدراماتولوجي والتمثيل في مسرحية «من كل مشموم نوارة» (إخراج رضا دريرة): مسرح البساط بسوسة. كما قام بترجمة واقتباس «الرصيف الغربي» (عن برنار ماري كونتاس) بعنوان «برج الملح».
- دراماتولوجيا وتمثيل وإخراج مسرحية «تاكسي الغرام» مسرح النشاط بسوسة.
- ومؤلف ومخرج مسرحية «دار الدعازق» مسرح البساط بسوسة.
- ومؤلف وممثل ومخرج مسرحية «دار الفرجة»: شركة صورة للإنتاج المسرحي بسوسة.

قدم دور ابن رشد مع مسرح عين بالقيروان إخراج حمادي الوهايبي ومحمد الفرحاني.

### السينما
له مشاركات مختلفة في أفلام عالمية بتونس مثل:
- (Marcel Pluval) La goutte d`or و Frater Julianes (Gobord Boltay)
- ومشارك في «صفائح من ذهب» لنوري بوزيد و«نغم الناعورة» لعبد اللطيف بن عمار.
- وقام بالبطولة في «كسوة الخيط الضائع» لكلثوم برناز وقد تحصل عن دوره في الفلم (صليح التاكسيست) على جائزة أفضل ممثل في أيام قرطاج السينمائية، وفي مهرجان السنما بـ نامو وبلجيكا، كما تم ترشيحه لنيل جائزة أفضل ممثل في السنما الإفريقية والعربية بجنوب أفريقيا.
- وشارك في بطولة الأفلام القصيرة: «السرير» لحمادي عرافة و«عين الليل» لمحمد علي ميهوب.
- وشارك في الفلم الروائي الطويل لسلمى بكار «خشخاش: زهرة النسيان». [وشاءت المقادير أن يتوفى علي مصباح قبل أن يرى هذا الفلم في معروضا في قاعات السنما حيث تم عرضه لأول مرة في جانفي 2006 أي بعد أقل من ثلاثة أشهر من وفاته.
- وكتب الحوار لسينياريو فيلم كلثوم برناز القادم: L`autre moitie

الأعمال التلفزية:
- وشارك في مسلسل «وردة» تأليف هشام بوقمرة وإخراج حمادي عرافة.
- وهو ضيف شرف في «الخطاب ع الباب» تأليف علي اللواتي: إخراج صلاح الصيد.
- وقام بالبطولة في أغلب مسلسلات الثنائي علي اللواتي وصلاح الصيد: «عشقة وحكايات» (دور البغدادي). و«منامة عروسية» (دور الزاهي). «قمرة سيدي محروس» (دور المنوبي).
- ومثل وشارك في كتابة الحوار في رباعية «خطى فوق السحاب» لعبد اللطيف بن عمار.
- وفي رمضان سنة 2005 شارك في «شعبان في رمضان» إخراج سلمى بكار. [وشاءت المقادير أن يتوفى علي مصباح قبل أن يشاهد هذا المسلسل في التلفزة إذ تم بثه في النصف الثاني من شهر رمضان أي بعد يومين فقط من وفاته]. كما مثل وشارك في مسلسل«شوفلي حل» إخراج صلاح الصيد و«رمشة عين» لرياض الكعبي.

### الأعمال الإذاعية
- شارك في مسلسل «الهوى قرطاج» تأليف محمد بن صالح إخراج علاء الدين أيوب (في دور القائد ماغون) بإذاعة المنستير 2002.
- وشارك في «اللي يحسب وحدو» و«رمضان في دار رمضان» لجلال الدين السعدي بإذاعة الشباب (2004).
- وقدم برنامج «بين دفتي كتاب» بإذاعة الشباب (2004-2005)
- وأنتج السلسلة الكوميدية «على نيتي» بإذاعة الشباب و«ستة من سطاش» لإذاعة جوهرة سوسة [وهي إذاعة خاصة ترفيهية افتتحت بسوسة لأول مرة في صائفة سنة 2005] رابعا: النشاط البيداغوجي: درّس المسرح بالمعاهد الثانوية، ومارس التنشيط المسرحي المدرسي والجامعي، فأخرج وأطر العديد من الأعمال المسرحية المدرسية والجامعية، وشارك في العديد من المهرجانات المختصة.

## وفاته
توفي الفنان علي مصباح فجأة يوم 17 أكتوبر 2005 الموافق لـ13 رمضان 1426هـ ودفن بمسقط رأسه مساكن بحضور حشد كبير من أهل الفن والثقافة بتونس. وبعد وفاته كتب الناقد السنمائي خميس الخياطي عنه مقالا في مجلة القدس العربي بتاريخ 20/10/2005 وعنوان المقال هو: «وانطفأ المصباح» تحدث فيه بإيجاز عن أهم أعماله الفنية. وأولت وسائل الإعلام المكتوبة والمسموعة والمرئية التونسية عناية بحدث وفاته وكتبت عنه. وقامت وزارة الثقافة بتكريمه يوم 03 ديسمبر 2005 وهو اليوم الأخير في دورة قرطاج المسرحية عدد12. كما قامت بلدية مساكن بالاحتفال بأربعينية وفاته يوم 26 نوفمبر 2005 ووزعت ملصقات ومطويات تحدثت عن حياته وإبداعته في المجال الفني.